# Joe Furtner

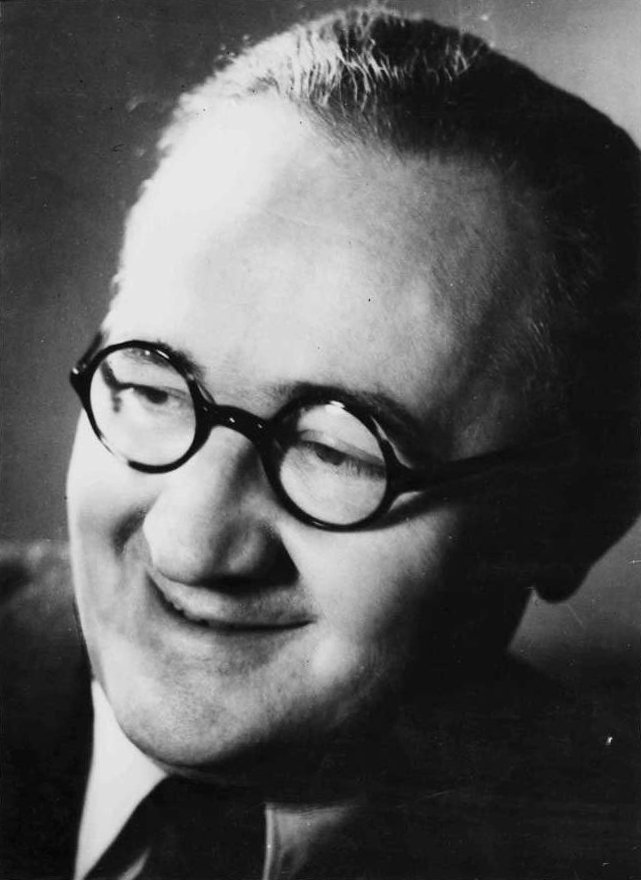
Joe Furtner, 1938

Joe Furtner (* 22. November 1893 in Wien; † 30. Juli 1965; eigentlich Josef Alois Furtner) war ein deutscher Schauspieler.
Joe Furtner ist bekannt als Professor Quatschnie, eine Dauerrolle im Kabarettprogramm Die Insulaner des Radiosenders RIAS von 1948 bis 1961. Der gebürtige Wiener lebte und arbeitete viele Jahre in Berlin, und spielte neben einigen Filmrollen vor allem an Theatern und in Operettenaufführungen. Einige Jahre war er Spielleiter beim Kabarett der Komiker.

## Filmografie (Auswahl)
- 1935: Der Postillion von Lonjumeau
- 1936: Wo die Lerche singt
- 1939: Bel Ami
- 1940: Kleider machen Leute
- 1940: Der dunkle Punkt
- 1948: Berliner Ballade
- 1951: Schwarze Augen
- 1952: Der bunte Traum
- 1952: Der Fürst von Pappenheim
- 1953: So ein Affentheater
- 1953: Schlagerparade
- 1953: Damenwahl
- 1953: Der Onkel aus Amerika
- 1954: Die tolle Lola
- 1954: Konsul Strotthoff
- 1954: Schützenliesel
- 1954: Die sieben Kleider der Katrin
- 1954: Die Hexe
- 1956: Uns gefällt die Welt
- 1957: … und die Liebe lacht dazu
- 1958: Und abends in die Scala
- 1958: Die Brüder (Fernsehfilm)
- 1958: Solang noch unter'n Linden
- 1959: Schlag auf Schlag
- 1959: Stahlnetz: Aktenzeichen: Welcker u. a. wegen Mordes
- 1960: Wir Kellerkinder
- 1962: Alpenkönig und Menschenfeind
- 1962: Die Insulaner (Fernsehfilm)
- 1963: Wiedersehen auf Raten (Fernsehfilm)
- 1963: Kabarett der Komiker – Es war einmal... (Fernsehfilm)
- 1963: Die Safeknacker-Suite (Fernsehfilm)
- 1964: Vom 'Chat Noir' zum 'Tingeltangel' (Fernsehspecial)
- 1965: Wilde Spiele – Die Tigervilla (Fernsehserie; Folge Trix und ihr Prinz)

## Hörspiele (Auswahl)
- 1949: Günter Neumann: Da werden Tiere zu Hyänen (Pilkington, ein Farmer) – Regie: Erik Ode (ein zeit-satirisches Hörspiel – RB)
- 1953: Heinrich Böll und Richard Hey: Der kleine Grenzverkehr (Bellicek) – Regie: Hanns Korngiebel (RIAS Berlin)
- 1953/54: Hermann Krause: Die Arche Noack (Herr Huber) – Regie: Werner Oehlschläger (22 Folgen) (NWDR)
- 1959: Frank Wedekind: Der Kammersänger (Prof. Düring) – Regie: Rolf von Goth (SFB)